# Mount Whyte
Mount Whyte is een berg in Banff National Park in de Canadese provincie Alberta. De berg ligt in de nabijheid van het meer Lake Louise en ligt in het gebergte Bow Range in de Canadian Rockies. De naam komt van Sir William Methuen, die de berg in 1898 vernoemde naar William Whyte, een vertegenwoordiger van de Canadian Pacific Railway.
De beklimming van de Mount Whyte is normaliter verbonden met Mount Niblock, waarbij Mount Whyte een veel hogere moeilijkheidsgraad heeft. In 1901 werd de berg voor het eerst beklommen.